# Morgen Beter
Morgen Beter was een Vlaams televisieprogramma dat uitgezonden werd op de zender Canvas tussen 24 oktober 2005 en eindigde op 19 maart 2007. Tim Pauwels en Kathleen Cools ontvingen er elke avond vier gasten om over de actualiteit van de dag of de week in discussie te treden. Dit opiniërend debatprogramma vertrok vanuit een controversiële stelling waarop de panelgasten reageerden. Dit waren meestal mensen die nog niet te vaak op tv te zien zijn en die toch een groot aanzien hebben in het maatschappelijk debat, opiniemakers met brede interesses en een uitgesproken mening.
Het programma werd niet in een studio opgenomen, maar ging elke avond 'live on tape' op locatie, vanuit een café, buurthuis, volkshuis of parochiecentrum. Van maandag tot en met donderdag werd het programma gepresenteerd door een van beide presentatoren, op vrijdag presenteerden ze samen. Morgen Beter werd elke weekdag uitgezonden rond 23.20 uur.